# 広川純
広川 純（ひろかわ じゅん、1946年8月26日 -）は、日本の小説家。京都府京都市出身。名城大学法学部卒。会社勤務を経て、1986年に保険調査会社へ転職し、1988年に独立する。
2006年、『一応の推定』で第13回松本清張賞受賞。選考委員会全会一致での受賞であった。2013年、『回廊の陰翳』が第1回京都本大賞で最終ノミネートされ、一般投票数で第3位となる。

## 著書
- 一応の推定（2006年6月 文藝春秋[7]/ 2009年6月10日 文春文庫[8]）
- 回廊の陰翳（2010年1月28日 文藝春秋[9] / 2012年11月9日 文春文庫[10] / 2013年3月29日 電子書籍[11]）

## 映像化作品
テレビドラマ
- 一応の推定（2009年12月20日、WOWOW「ドラマW」で放送、主演：柄本明）[12]